# Delta-Air-Lines-Flug 1288
Am 6. Juli 1996 kam es auf dem Delta-Air-Lines-Flug 1288, einem Inlandslinienflug von Pensacola nach Atlanta, zu einem Zwischenfall, bei dem zwei der 142 Insassen ums Leben kamen und die eingesetzte McDonnell Douglas MD-88 schwer beschädigt wurde.

## Flugzeug und Insassen
Die acht Jahre alte McDonnell Douglas MD-88 mit dem Luftfahrzeugkennzeichen N927DA, welche mit zwei Mantelstromtriebwerken des Typs Pratt & Whitney JT8D-219 ausgestattet war, wurde im April 1988 gefertigt und im November 1988 an Delta Air Lines ausgeliefert. Das linke Triebwerk stammte ursprünglich von einem anderen Flugzeug der Delta Air Lines. Es wurde am 21. Dezember 1995 von diesem entfernt, nachdem es aufgrund eines Öllecks im Kompressor zu einer Rauchentwicklung in der Kabine gekommen war. Nach dem Austausch einer Karbondichtung wurde das reparierte Triebwerk am 1. Januar 1996 an der später betroffenen MD-88 montiert.
Die Besatzung bestand aus einem 40-jährigen Flugkapitän, einem 37-jährigen Ersten Offizier, sowie drei Flugbegleitern. An Bord befanden sich 137 Passagiere.

## Verlauf

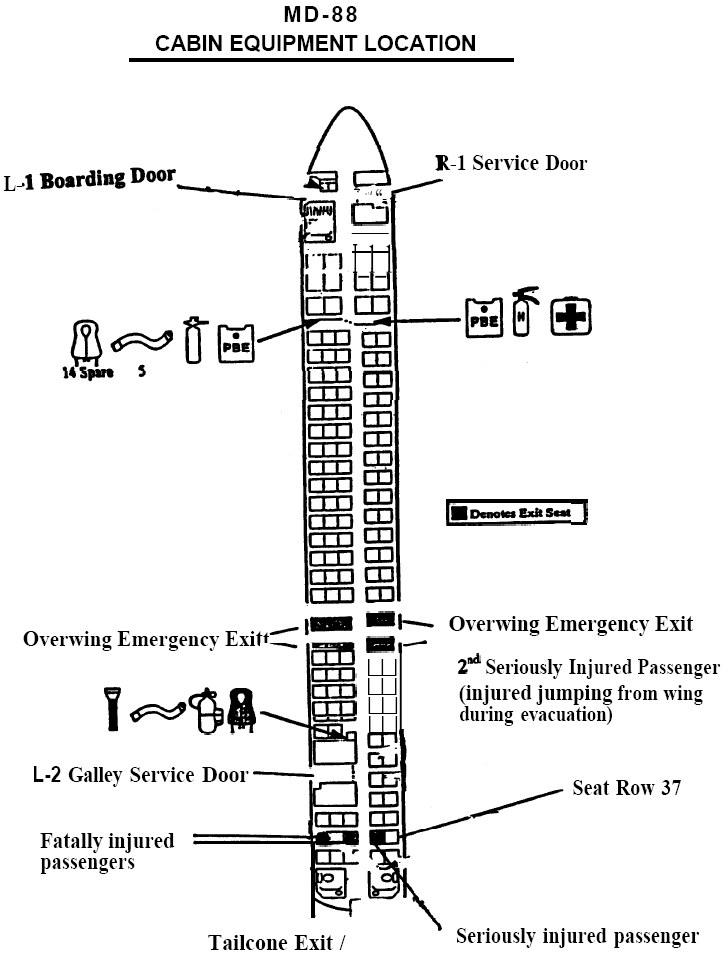
Sitzplan der Insassen

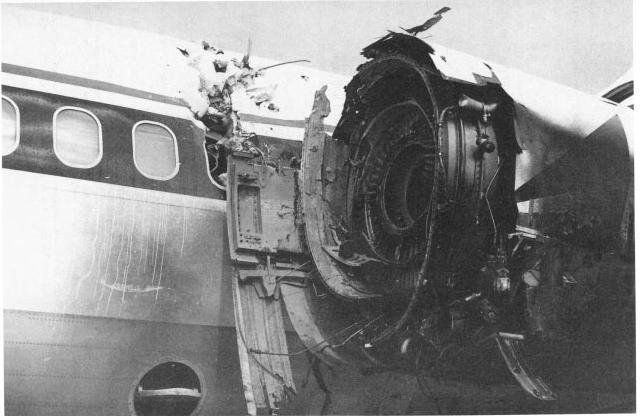
Der beschädigte Bereich des Flugzeugs

Der Erste Offizier betrat das Flugzeug um 13:30 Uhr Ortszeit und unternahm einen Preflight-Check, bei welchem er einen Ölaustritt an der Triebwerksnase des linken Triebwerks bemerkte, was er später in einem vom Stimmenrekorder aufgenommenen Gespräch mit dem um 13:45 Uhr gekommenen Flugkapitän erwähnte. Er merkte darin auch an, dass das Öl nicht tropfe, der Ölaustritt nicht signifikant sei und dass 2 Nieten am äußeren Teil der linken Tragfläche fehlen würden. Daraufhin wurden beide Triebwerke ohne Probleme gestartet. Schließlich erhielten die Piloten um 14:23 Uhr vom Tower die Startfreigabe für Startbahn 17, woraufhin der erste Offizier, der zu diesem Zeitpunkt fliegende Pilot, die Schubhebel nach vorne drückte, bis auf Anweisung des ersten Offiziers auf die automatische Schubkontrolle umgestellt wurde. Währenddessen kam es um 14:24 Uhr bei einer Geschwindigkeit von ca. 70 km/h zu einem „lauten Knall“. Ein linksseitiger, mit dem Austritt von Bauteilen verbundener Triebwerksschaden hatte sich ereignet. Trümmer durchschlugen an 16 Stellen den Flugzeugrumpf und schossen in die Kabine, wodurch eine 39-jährige Passagierin und ihr 12-jähriger Sohn auf den Sitzen 37A und C tödliche und zwei weitere Passagiere schwere Kopf- und andere Verletzungen erlitten. Darauf folgte ein Versagen der Cockpitbeleuchtung und der Instrumente. Der Flugkapitän übernahm die Kontrolle, fuhr beide Triebwerke in den Leerlauf, aktivierte die Handbremse, nicht jedoch die Schubumkehr und die Ground Spoiler, und brachte das Flugzeug zum Stehen. Die Piloten versuchten den Tower zu kontaktieren, was aufgrund des Verlusts der elektrischen Energie zunächst nicht gelang, bis sie die Notstromversorgung einschalteten, um 14:25 Uhr den Tower kontaktierten und einen Notfall erklärten. Mangels Anzeichen für ein Feuer wies der Pilot auf Anfrage der L-1-Flugbegleiterin an, das Flugzeug nicht zu evakuieren, woraufhin diese über ein Megaphon den Passagieren sagte, dass diese sitzen bleiben sollen, was der erste Offizier über das PA-System auf ähnliche Weise formulierte. Die Flugbegleiterinnen im Flugzeugheck leiteten trotzdem, aufgrund des nicht funktionierenden Interphones, der schweren Verletzungen der Passagiere und der schweren strukturellen Schäden, eine Evakuierung im Heck ein. Der Erste Offizier wies, nachdem er durch das Flugzeug gelaufen war, den Flugkapitän an, beide Triebwerke abzuschalten, worauf dieser die Treibstoffzufuhr schloss. Der erste Offizier fügte hinzu, dass Passagiere auf der Startbahn und auf den Tragflächen stehen. Um 14:27 Uhr kontaktierte der Kapitän den Tower und forderte medizinische Versorgung sowie die Flughafenfeuerwehr, welche das Äußere des Flugzeugs auf Anzeichen für Feuer untersuchen sollte, an. Kurz darauf traf die Flughafenfeuerwehr ein, welche kein Feuer oder Rauch sah. Jedoch berichtete ein Feuerwehrmann, dass er Rauch gerochen habe, woraufhin Löscharbeiten begonnen wurden. Als der erste Offizier erneut durch Flugzeug lief, sah er, dass die Tür im Heckkonus und die Tür L-2 (hinten links) geöffnet waren, und wies die Passagiere erneut an, sitzen zu bleiben, da es an Bord sicherer sei. Er kehrte ins Cockpit zurück und berichtete dem Flugkapitän von den schweren Verletzungen und der Evakuierung, woraufhin dieser die Triebwerkslöschanlage für das linke Triebwerk betätigte, die sich jedoch nicht ins linke Triebwerk entleerte. Dann öffnete die L-2-Flugbegleiterin die Tür L-2 und zog den Hebel für die dazugehörige Notrutsche. Kurz darauf sah sie ein Feuer am Triebwerkseinlass, blockierte den Ausgang und leitete die Passagiere zum Bug. Danach berichtete die L-1-Flugbegleiterin dem Flugkapitän von der Notsituation und kehrte zurück, um einem Passagier zu helfen, welcher eine schwere Kopfverletzung erlitten hatte und von einem Arzt behandelt wurde. Die Schäden am Flugzeug machten eine Evakuierung über die Flugzeugtreppen undurchführbar, woraufhin der Flugkapitän mobile Flugzeugtreppen anforderte. Etwa 25 Minuten nach dem Unfall erreichten geeignete Flugzeugtreppen das Flugzeug, die restlichen Passagiere wurden evakuiert und mit einem Vorfeldbus zum Flughafenterminal gebracht. Während der Evakuierung wurden drei Passagiere leicht verletzt. Nach dem Zwischenfall wurde das Flugzeug repariert und wieder in Dienst gestellt.

## Unfalluntersuchungen

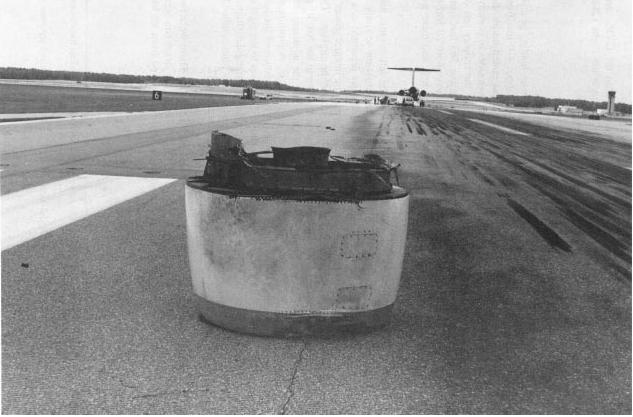
Der Vorderteil des linken Triebwerks auf der Startbahn

Der Flugdatenschreiber vom Typ Lockheed model 209F und der Stimmenrekorder vom Typ Fairchild model A100 hatten zu dem Zeitpunkt aufgehört aufzuzeichnen, an dem es zum Triebwerksschaden kam. Bei den Untersuchungen des NTSB wurden sowohl eine Öllinie, welche ca. 125 m von der Startbahnschwelle bis zu der Stelle zog, an der das Flugzeug stoppte als auch mehrere Trümmerteile und deren Einkerbungen auf der Startbahn gefunden, darunter auch die Fanscheibe, die Triebwerksnase, der vordere Teil einer Kompressorscheibe und der ganze vordere Teil des linken Triebwerks. Auf der äußeren Triebwerksverkleidung dieses Triebwerks ließen sich Brandschäden finden. Außerdem wurden 146 der 154 Kabel durchtrennt. Schließlich wurde durch die Untersuchung der Teile als Ursache für den Triebwerksschaden das Versagen des Triebwerksfans durch Materialermüdung festgestellt. Beim Bohrvorgang durch Volvo für Pratt & Whitney hatten sich eine unentdeckte Mikrostruktur und ein Riss gebildet. Der Schaden zog sich tiefer in die Lochseitenwand, als von Pratt & Whitney erwartet. Nach der Inbetriebnahme des Triebwerksfans im Jahr 1990 entstanden auf diesem weitere Ermüdungsrisse, bis dieser am Unfalltag versagte. Als zusätzlicher Faktor wurde die Nichtentdeckung des entdeckbaren Risses genannt, was entweder aufgrund von Fehlern bei der Reinigung und der fluoreszierenden Eindringprüfung oder aufgrund des Versagens des Inspektors, den Riss zu entdecken, oder durch eine Kombination beider Faktoren passierte.

## Sicherheitsempfehlungen
Das NTSB gab am 29. Juli 1996 und am 4. März 1998 insgesamt 19 Sicherheitsempfehlungen an die FAA heraus, von denen 8 als „akzeptable Aktion“ akzeptiert und 11 als „unakzeptable Aktion“ durch die FAA abgelehnt wurden, die unter anderem die Triebwerke und die Inspektionen betrafen.